# Peter Sittler

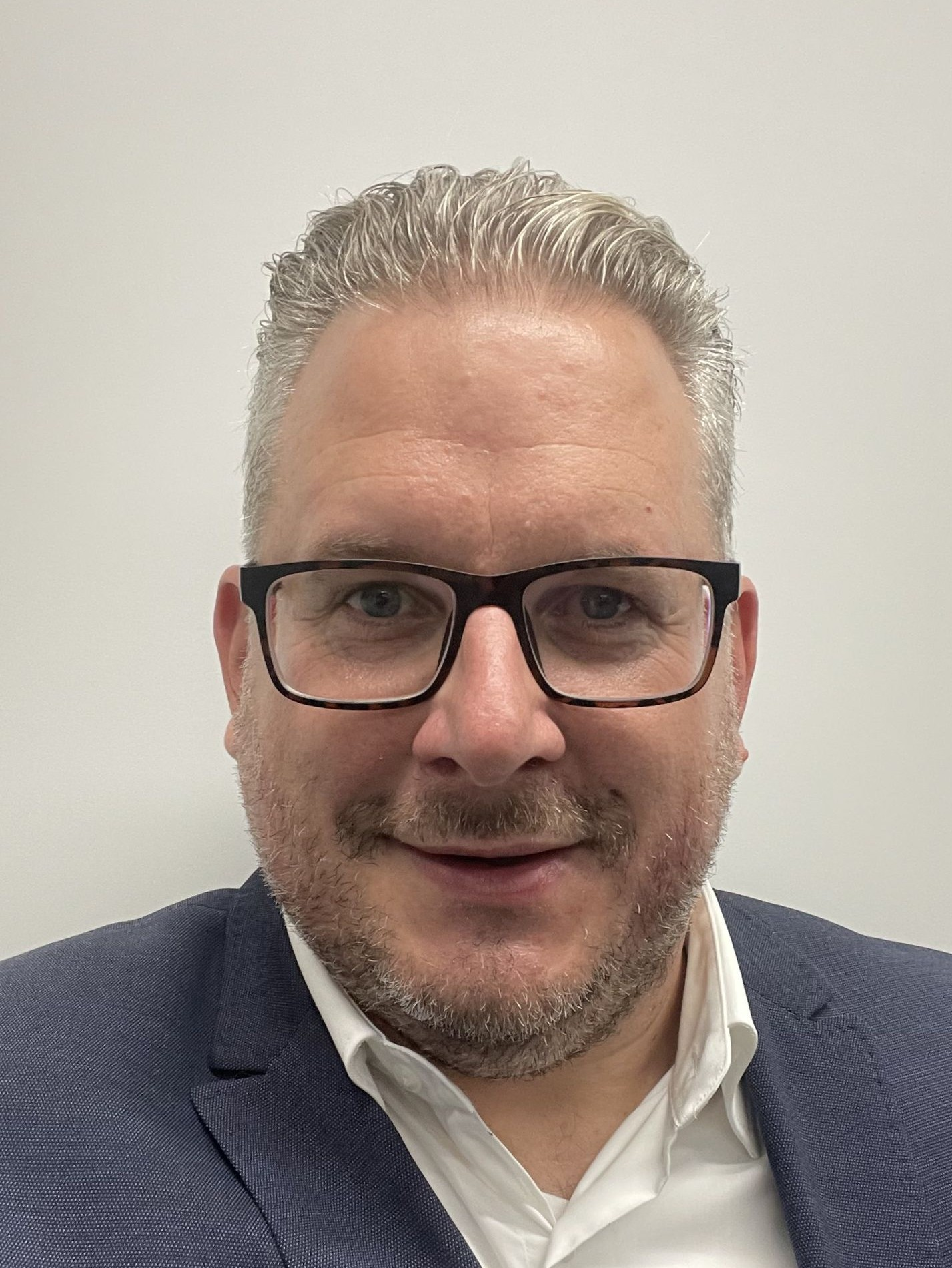
Peter Sittler, September 2022

Peter Sittler (geboren am 28. Juni 1973 in Wien) ist ein österreichischer Interessensvertreter, Unternehmer, Wirtschaftswissenschaftler im Fach Immobilienwirtschaft und Kommunalpolitiker.
Er ist Geschäftsführer je eines Immobilien- und eines Beratungsunternehmens. Er war langjähriger Lehrbeauftragter sowie Stiftungsprofessor im Studienbereich Immobilienwirtschaft an der FHWien der WKW und ist derzeit Lehrbeauftragter an der Fachhochschule Burgenland bzw. dem Austrian Institute of Management sowie Gastlektor im Studienbereich Immobilienwirtschaft an der FHWien der WKW.
Am 17. August 2020 gab er namens der ÖVP Wien seine Kandidatur für den Gemeinderat und Landtag von Wien bekannt. Aufgrund des erfolgreichen Abschneidens seiner Partei wurde er am 24. November 2020 als Mitglied des Wiener Gemeinderates und Wiener Landtages angelobt und war dort Wohnbausprecher seiner Fraktion. Nach der Landtags- und Gemeinderatswahl in Wien 2025 schied er am 10. Juni 2025 aus dem Landtag aus.

## Leben und Wirken
Sittler absolvierte die Matura mit ausgezeichnetem Erfolg an der HTL Schellinggasse in Wien. 1998 erhielt er die Berechtigung zur Führung der Standesbezeichnung Ingenieur (Ing.). Von 1992 bis 2006 studierte er Betriebswirtschaft an der Wirtschaftsuniversität Wien und schloss dieses Studium mit dem Titel Magister ab. Von 2001 bis 2005 studierte er Immobilienwirtschaft an der FHWien der WKW und schloss dieses mit dem Titel Mag. (FH) ab. 2007 legte er die staatliche Prüfung zur Führung der Bezeichnung „Dipl.-HTL-Ing.“ ab.
Von 2016 bis 2019 studierte er an der Hochschule für Bibliothekswissenschaft und Informationstechnologien in Sofia im Doktoratsprogramm „Automatisierte Systeme für Informationsverarbeitung und Informationsmanagement“ und erhielt für die Dissertation „Research on the Feasibilities of Virtual and Augmented Reality Applications for Smartphones and Tablets in Real Estate Trade“ den Doktorgrad.
Im August 2022 schloss er an der Wirtschaftsuniversität Wien das Bachelorstudium der Wirtschafts- und Sozialwissenschaften im Studienzweig Wirtschaftsinformatik mit dem Titel BSc (WU) ab.
Von 1997 bis 2001 arbeitete Sittler als IT-Administrator eines Immobilienunternehmens. 2011 wurde er zum Geschäftsführer der ESONE Executive Solution GmbH bestellt und übte diese Funktion bis 2012 aus. Von 2014 bis 2017 war er Stiftungsprofessor „Immobilienwirtschaft mit besonderer Berücksichtigung der Immobilienbewertung und des Immobilienmarketings“ an der FHWien der WKW. Bis Ende 2021 verblieb er als Lehrbeauftragter an dieser Fachhochschule.
Ab 1997 war er geschäftsführender Gesellschafter der Sittler Consulting GmbH und ab 2012 für die Sittler Immobilien KG in gleicher Funktion aktiv.
Sittler veröffentlichte zahlreiche Fachbeiträge und Artikel.

### Politische Funktionen
Seine politische Heimat ist die ÖVP-Favoriten. In diesem Bezirk ist er Obmann der ÖVP-Teilorganisation Wirtschaftsbund. Beide vertrat er für eine Wahlperiode als Bezirksrat seines Wohnbezirks.

### Ehrenämter und Funktionen bei Interessensvertretungen
- Fachmännischer Laienrichter am Handelsgericht Wien, verbunden mit dem Recht, den Berufstitel Kommerzialrat (KommRat, KR) zu führen (seit 2016)
- Obmann des Gremiums Handel mit Computern & Bürosystemen in der Wirtschaftskammer Wien (WKW)[7]
- Präsident des Verbands Österreichischer Ingenieure (VÖI)[8]
- Bezirksobmann des Wirtschaftsbundes Favoriten (WB)
- Vorstandsmitglied der Vereinigung der fachmännischen Laienrichter Österreichs
- Kuratorium des Fonds der Kaufmannschaft (12/2018 – 06/2020)
- Kollegium der FHWien der WKW (07/2014 – 07/2016)
- Mitglied im Bundesgremium des Maschinen- und Technologiehandels (Wirtschaftskammer Österreich)

### Privates
Sittler lebt in Wien-Favoriten, ist geschieden und Vater zweier Kinder. Er gilt als großer Liebhaber seines Wiener Heimatbezirkes. So war er auch Finanzier und Auftraggeber der von der Künstlerin Nina Simone Wilsmann hergestellten Vianina-Stadtkarte von Favoriten.

## Auszeichnungen
- 2007: Bronzenes Ehrenzeichen der Jungen Volkspartei
- 2008: Silbernes Ehrenzeichen der Jungen Volkspartei
- 2010: Goldene Ehrennadel der Jungen Wirtschaft der Wirtschaftskammer Wien
- 2014: Handelszeichen in Silber der Wirtschaftskammer Wien
- 2015: Silberne Ehrenmedaille der Wirtschaftskammer Wien
- 2018: Handelszeichen in Gold der Wirtschaftskammer Wien

## Interviews
- NJOY-Radio (2015): Digitalisierung in der Immobilienbranche. Interview mit Peter Sittler, 2. September 2015, http://wien.njoyradio.at/digitalisierung-in-der-immobilienbranche/ (abgerufen am 26. Mai 2015).
- Ghezzo.at: Österreichs Immobilienwirtschaft hat in Sachen Digitalisierung noch ganz schön Aufholbedarf. Interview mit Peter Sittler, 31. Juli 2017[10]
- Der Standard (2022): ÖVP-Wien-Wohnbausprecher: "Mehr gefördertes Eigentum anbieten"[11]

## Publikationen (Auswahl)
- mit Christa Böhm, Jürgen Eichberger, Christian Förch, Michael Gort et al.: Die Zukunft der Immobilienwirtschaft. Eine empirische Untersuchung. Studie der FHWien der WK, 2003.
- Internetmarketing für Immobilienverwalter. Diplomarbeit, WU Wien, 2005
- mit Veronika Lang: Immobiliensuche mittels Smartphones. Trends, Angebote und Chancen. Forschungsstudie für die EHL Immobilien GmbH, 2011
- mit Veronika Lang: Immo-Apps für Immobilienmanager. In: Veronika Lang, Michael Klinger (Hrsg.): Handbuch Immobilienverwaltung in der Praxis. Linde, Wien, 2013 (3. Auflage 2022)
- mit Veronika Lang: Augmented Reality Apps for Real Estate. Proceedings der 18. International Conference on Urban Planning and Regional Development in the Information Society. S. 109–118, 2013
- Kanzleistrukturen und Softwareeinsatz. In: Veronika Lang, Veronika/Klinger, Michael (Hrsg.): Handbuch Immobilienverwaltung in der Praxis, Linde, Wien, S. 30–60, 2022 (3. Auflage 2015)
- Neue Technologien und Digitalisierung in der Immobilienwirtschaft. In: RESO Partners (Hrsg.): Komplettanbieter im Facility Management. Marktübersicht Schweiz und Österreich. Ausgabe 5, S. 12, 2016
- Research on the Feasibilities of Virtual and Augmented Reality Applications for Smartphones and Tablets in Real Estate Trade. Dissertation an der Universität für Bibliothekswissenschaft und Informationstechnologien, Sofia, Bulgarien, 2018